# .blog
Tên miền .blog là một tên miền cấp cao nhất dùng chung (gTLD) trong Hệ thống tên miền của Internet. Được thêm vào năm 2016, nó được dự định sử dụng cho các blog. Vào cuối năm 2013, do lo ngại về "xung đột tên tuổi", trong đó các công ty có khả năng sử dụng một số gTLD được đề xuất trong nội bộ để sử dụng cho riêng họ, ICANN đã tạm dừng tiến trình của.blog và 24 gTLD được đề xuất khác trong khi chờ xem xét thêm.
TLD bắt đầu hoạt động vào ngày 12 tháng 5 năm 2016.
Bất kỳ ai cũng có thể đăng ký một tên miền.blog với giá sẵn có thông thường. Mọi người có thể đăng nhập tại get.blog và bảo mật tên miền.blog của riêng họ bắt đầu từ ngày 21 tháng 11 năm 2016 lúc 15:00 UTC. Tuy nhiên, có một số hạn chế liên quan đến tên nhãn hiệu.blog được bắt đầu bởi Automattic, công ty đứng sau WordPress.com.